# Helen Jameson
Helen Jameson   (25 de setembre de 1963) és una nedadora anglesa, ja retirada, especialista en esquena, que va competir durant les dècades de 1970 i 1980. És germana del també nedador Andy Jameson.
El 1980 va prendre part en els Jocs Olímpics d'Estiu de Moscou on va disputar tres proves del programa de natació. Fent equip amb Margaret Kelly, Ann Osgerby i June Croft guanyà la medalla de plata en els 4x100 metres estils, mentre en els 100 i 200 metres esquena quedà eliminada en sèries.
El 1982 va representar Anglaterra als Jocs de la Commonwealth que es van disputar a Brisbane, Austràlia. Va guanyar el campionat nacional de l'ASA dels 100 metres esquena el 1980 i 1981.